# Weitramsdorf
Weitramsdorf là một đô thị ở huyện Coburg bang Bayern nước Đức. Đô thị Weitramsdorf có diện tích 33,71 km², dân số thời điểm ngày 31 tháng 12 năm 2006 là 5170 người.